# Етьєнн Юте Кінку
Етьєнн Людовік Юте Кінку (фр. Étienne Ludovic Youte Kinkoue, нар. 14 січня 2002, Ліон, Франція) — французький футболіст камерунського походження, центральний захисник клубу «Гавр».

## Ігрова кар'єра

### Клубна
Займатися футболом Етьєнн Юте Кінку починав у клубах нижчих дивізіонів. У 2014 році він приєднався до молодіжної команди клубу «Труа». Пізніше футболіст два роки провів в молодіжній команді міланського «Інтера», де брав участь у матчах Юнацької ліги УЄФА.
У 2021 році футболіст перейшов до грецького клубу «Олімпіакос» але в основі клубу так і не зіграв, провівши три поєдинки у другій команді.
А в січні 2023 року Юте Кінку повернувся до Франції, де підписав трирічний контракт з клубом Ліги 2 «Гавр», з яким у першому ж сезоні виграв турнір і підвищився до Ліги 1. 1 жовтня 2023 року у матчі проти «Лілля» захисник дебютував у вищому французькому дивізіоні.

### Збірна
Етьєнн Юте Кінку провів вісім матчів у складі юнацької збірної Франції (U-17).

## Досягнення
Гавр
- Переможець Ліги 2: 2022/23